# Leoa de Guennol
Leoa de Guennol (em inglês: Guennol Lioness) é uma estátua mesopotâmica de 5.000 anos de idade feita em pedra calcário, supostamente encontrada próxima de Bagdá, no Iraque. Representando um corpo humano leonino-antropomórfico com formas musculosas e definidas, foi vendida por US $ 57,2 milhões na casa de leilões da Sotheby's em 5 de dezembro de 2007. A escultura foi adquirida por um colecionador particular, Alastair Bradley Martin, em 1948, da coleção de Joseph Brummer, e esteve em exibição no Museu de Arte do Brooklyn, em Nova York, desde aquela época até sua venda em 2007. É chamado "Guennol" derivado do nome galês de "Martin", o nome do colecionador. Em 1950, Edith Porada a descreveu como uma leoa "por causa das curvas femininas de sua parte inferior do corpo e pela ausência de órgãos masculinos", ao mesmo tempo em que admitia a possibilidade "de que a figura representasse uma criatura sem sexo".
Na época de sua venda em 2007, o preço pago em leilão pela Guennol Lioness era o mais alto pago por uma escultura naquela data, excedendo facilmente o recorde de Tete de femme (Dora Maar), de Pablo Picasso. Em 3 de fevereiro de 2010, no entanto, a segunda edição do elenco da escultura L'Homme qui marche I (Walking Man I), de Alberto Giacometti, foi vendida por £ 65.001.250 ($ 104.327.006) e superou a Leoa Guennol como a escultura mais cara já vendida em leilão.
A escultura em calcário mede pouco mais de 8 cm de altura. Foi descrita pela Sotheby's como "uma das últimas obras-primas conhecidas desde os primórdios da civilização que permanecem em mãos particulares". Um dia antes do leilão, os especialistas estimavam que o lance mais alto seria entre US $ 14 milhões e US $ 18 milhões. O preço de venda da leoa excedeu os US $ 28,6 milhões pagos por Artemis e o Stag, uma figura de bronze de 2.000 anos que a Sotheby's também vendeu em Nova York durante junho de 2007 e que, em seguida, detinha o recorde de mais cara antiguidade a ser vendida em leilão.

## História
A Leoa Guennol, uma figura elamita que se acredita ter sido criada entre 3000 e 2800 aC, foi emprestada ao Museu de Arte do Brooklyn até ser comprada em leilão por um colecionador inglês. Seu significado histórico é que se acredita ter sido criado aproximadamente ao mesmo tempo que o primeiro uso conhecido da roda, o desenvolvimento da escrita cuneiforme e o surgimento das primeiras cidades.
Tais figuras antropomórficas, mesclando características humanas e animais, podem ser vistas nos registros superior e inferior do painel frontal trapezoidal da famosa Grande Lira do "Túmulo do Rei" (cerca de 2650 a 2550 aC), descoberto pelo arqueólogo britânico Sir Leonard Woolley no início do século XX, em Ur, no Iraque atual.
Muitas deidades antigas do Oriente Próximo foram representadas em figuras antropomórficas. Tais imagens evocavam a crença mesopotâmica em obter poder sobre o mundo físico, combinando os atributos físicos superiores de várias espécies. É possível que os sumérios próximos tenham emprestado este poderoso híbrido artístico dos proto-elamitas. A leoa foi objeto frequente de veneração entre as culturas, com exposição às técnicas de caça características das espécies que caracterizam uma caça bem coordenada por suas fêmeas.